# Анітья
Анітья, що в перекладі значить непостійність — одна із найсуттєвіших доктрин буддизму, складова трьох ознак існування, ідея мінливості, нетривалості, несталості всього у світі. Усі тимчасові сутності, як матеріальні, так і духовні за постійної зміни умов їхнього існування, приречені на розпад і загибель. Концепція непостійності зустрічається також у різних школах індуїзму та джайнізму.
Дві інші ознаки існування в буддизмі суть страждання (дукха) та відсутність вічної нетлінної субстанції, зокрема індивідуальної душі (анатман).
Буддизм стверджує, що все у світі, фізичне і духовне, виникає і зникає. Людина, зокрема, народжується, старіє і помирає, потім знову народжується з новим обертом колеса життя (сансари), ніщо не вічне, все щезає. Це стосується усіх істот, включно з істотами, що народилися знову в царствах дев (богів) чи нарак (злих демонів).  Постійність існує тільки в нірвані, тобто в світі поза зміною, занепадом і смертю.
Непостійність нерозривно зв'язана з доктриною анатмана, за якою ніщо не має вічної нетлінної сутності або ж незмінної душі. Оскільки усі фізичні чи психічні явища позбавлені постійності, прагнути їх чи бути прив'язаними до них означає страждання. Розуміння анітьї та анатмана є кроком на шляху до пробудження.
Термін анітья в сенсі непостійності явищ, речей та життя зустрічається також в індуїстських священних текстах, зокрема в «Катха-упанішаді» та «Бгагавадгіті». Однак індуїзм відрізняється від буддизму щодо анатмана, тобто існування нетлінної душі. Інша різниця в тому, що в буддизмі анітья асоціюється зі стражданнями (дукха), а індуїзм вважає, що не всі зміни й прив'язаності ведуть до страждань — деякі, наприклад, пізнання себе, ведуть до щастя, а тому необхідні для досягнення звільнення (мокші).
Ідея непостійності, мінливості світу висловлювалася також і в грецькій натурфілософії, зокрема Гераклітом. У сучасній фізиці теж нема постійних субатомних частинок. Час життя таких частинок як електрон та протон відносно гіпотетичного спонтанного розпаду на інші частинки дуже великий, відома тільки нижня межа, що набагато перевищує час існування Всесвіту, однак електрони й протони можуть виникати й зникати в реакціях, наприклад при утворенні електрон-позитронних пар та анігіляції. Сучасна фізика, однак, не переймається ідеєю існування нетлінної душі.